# Hôpital de La Roche-Guyon
L'hôpital de La Roche Guyon est un hôpital de l'Assistance publique - hôpitaux de Paris (AP-HP) situé à La Roche-Guyon (Val-d'Oise).
Il est rattaché au service de neuro-pédiatrie de l’hôpital Armand-Trousseau (Paris 12e) et est spécialisé dans le polyhandicap pédiatrique. 